# Drömtjejen
Drömtjejen (originaltitel: Weird Science) är en amerikansk långfilm från 1985.

## Handling
Två nördar, Gary och Wyatt, hackar sig in i Pentagons superdator och lyckas framställa en tredimensionell kvinna som är sexig, väldigt intelligent, har en tuff attityd samt superkrafter.

## Om filmen
Drömtjejen regisserades av John Hughes, som också skrev filmens manus. Filmens ledmotiv "Weird Science" spelades in av bandet Oingo Boingo, med bland andra Danny Elfman. 

## Rollista (urval)
- Anthony Michael Hall - Gary
- Ilan Mitchell-Smith - Wyatt
- Kelly LeBrock - Lisa
- Robert Downey Jr. - Ian
- John Kapelos - Dino